# Campeonato Carioca de Futebol Feminino de 2013
O Campeonato Carioca de Futebol Feminino de 2013 foi a 22ª edição da divisão principal do campeonato estadual de futebol feminino do Rio de Janeiro. A competição foi organizada pela Federação de Futebol do Estado do Rio de Janeiro (FERJ) e teve o Vasco da Gama como campeão.

## Regulamento
A competição foi disputada em duas fases. A primeira foi disputada com as cinco equipes jogando entre si, em confronto direto, em dois turnos. As duas primeiras colocadas se classificaram para a final e decidiram o título em partida única.

### Critérios de desempate
Os critérios de desempate foram, na ordem:
- Maior número de vitórias
- Melhor saldo de gols
- Maior número de gols pró
- Menor número de cartões amarelos e vermelhos
- Sorteio

## Participantes
| Equipe          | Cidade          | Em 2012         | Títulos            |
| Botafogo        | Rio de Janeiro  | 1ª participação | 0 (não possui)     |
| Duque de Caxias | Duque de Caxias | 2º              | 1 (último em 2011) |
| Karanba         | São Gonçalo     | 6º              | 0 (não possui)     |
| Lusitânia¹      | Rio de Janeiro  | 5º              | 0 (não possui)     |
| Vasco da Gama   | Rio de Janeiro  | Campeão         | 8 (último em 2012) |

¹: Equipe criada com atletas da base do Vasco da Gama